# إيفان بافلوف
إيفان بتروفيتش بافلوف (بالروسية: Иван Петрович Павлов) ـ (14 سبتمبر 1849- 27 فبراير 1936) هو عالم وظائف أعضاء روسي، حصل على جائزة نوبل في الطب في عام 1904 لأبحاثه المتعلقة بالجهاز الهضمي، ومن أشهر أعماله نظرية الاستجابة الشرطية التي تفسر بها التعلم.

## حياته
في نهاية سبعينيات القرن التاسع عشر. التقى إيفان بافلوف و
سيرافيما فاسيليفنا كارشيفسكايا (1859-1947)، ابنة طبيب عسكري وطالبة في الدورات التربوية في سانت بطرسبرغ. فتاة جميلة ذات طابع لطيف استحو تمامًا على قلب العالم الشاب : لقد وصل الأمر إلى حد أنه كان أكثر انشغالًا بتأليف رسائل الحب بدلاً من البحث العلمي. جمعت وجهات النظر المشتركة حول الحياة والاهتمامات الروحية المماثلة الشباب معًا، وفي عام 1881 تزوجوا
تحملت سيرافيما فاسيليفنا بصبر المضايقات اليومية التي رافقت السنوات الأولى من الحياة الأسرية. بعد أن أصبح إيفان بتروفيتش بروفيسورا, تحسن الوضع المالي للأسرة بشكل ملحوظ، وتحسنت الحياة تدريجيا. أنجب الزوجان 5 أطفال: 4 أبناء وبنت، لكن المولود الأول عام 1882 توفي قبل أن يعيش عامًا واحدًا. قرر 3 أطفال الالتحاق بالعلم: أصبح الابن فلاديمير (1884-1954) فيزيائيًا، وعمل في مختبر الرجل الإنجليزي الشهير إرنست روثرفورد، وكرست الابنة فيرا (1890-1964) نفسها لعلم وظائف الأعضاء، واختار الابن فيكتور (1892-1919) مهنة عالم الأنسجة. حصل الابن الأصغر في العائلة، فسيفولود (1893-1935)، على شهادة في القانون ثم درس اللغويات

## نشأته ودراسته الدينية
ولد بافلوف في ريازان (التي تقع حاليًا بالمنطقة الاتحادية المركزية في روسيا) في 26 سبتمبر 1849، وكان الأكبر بين أحد عشر ابنًا لوالده «بيتر دميترييفيتش بافلوف» (1823 ـ 1899)، الذي كان قساً لإحدى القرى.
تعلم إيفان بافلوف القراءة في السابعة من عمره، إلا أنه لم يلتحق بالمدرسة بشكل رسمي إلا في سن الحادية عشرة؛ بسبب تعرضه لإصابات جسيمة من جراء سقوطه من سور مرتفع على رصيف حجري.

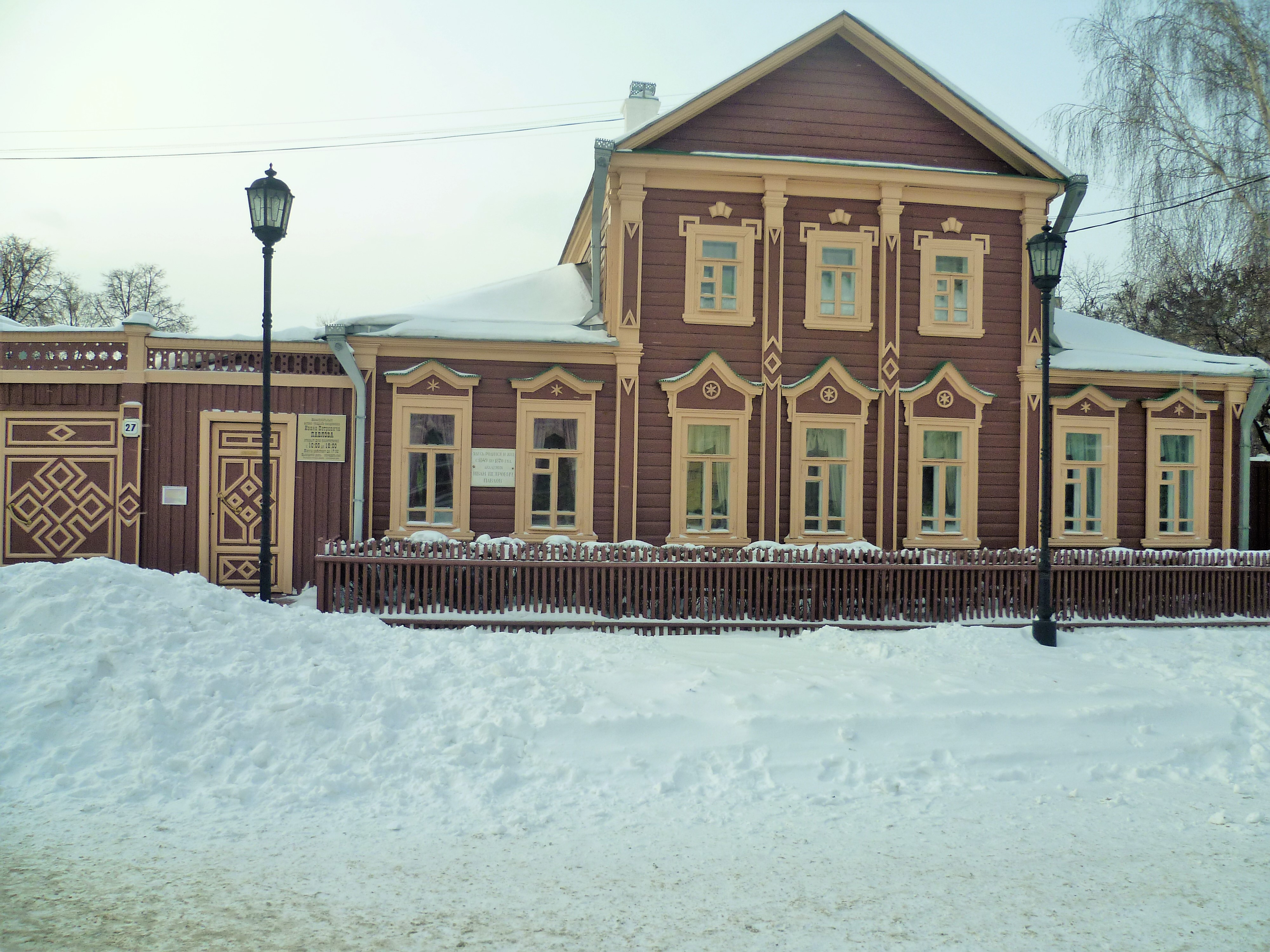
متحف بافلوف التذكاري، ريازان: منزل بافلوف السابق، بُني في أوائل القرن التاسع عشر

أنهى بافلوف الابن تعليمه الأولي في مدرسة الكنيسة في ريازان، ثم التحق بمعهد اللاهوت بها، إلا أنه ترك المعهد سنة 1870 ليلتحق بجامعة سانت بطرسبورغ.

## انتقاله لدراسة العلوم
أبدى بافلوف منذ طفولته تفوقًا عقليًا وطاقة غير عادية أطلق عليها هو «غريزة البحث»، وهجر دراسته الدينية متأثرًا بالأفكار التقدمية التي كان ينشرها كل من دميتري بيساريف ـ أبرز نقاد الأدب الروس في ستينيات القرن التاسع عشر ـ وإيفان سيتشينوف (أبي الفسيولوجيا الروسية)، ليكرس حياته للعلم، فالتحق سنة 1870 بقسم الفيزياء والرياضيات بجامعة سان بطرسبرغ الحكومية تمهيدًا لدراسة العلوم الطبيعية.
في عامه الجامعي الرابع فاز بحثه الأول عن الفسيولوجيا العصبية للبنكرياس بجائزة جامعية رفيعة. وفي سنة 1875 أنهى بافلوف دراسته بتفوق كبير في مجال العلوم الطبيعية، لكنه كان مدفوعاً بشغف كبير بعلم وظائف الأعضاء، فالتحق بالأكاديمية الطبية الجراحية [الروسية]
، حيث حصل على درجة الدكتوراه سنة 1878، ثم حصل على ميدالية ذهبية سنة 1879 تقديراً لتفوقه. وبعد امتحان تنافسي نجح بافلوف في الفوز بزمالة في الأكاديمية، وهو ما مكنه (بالإضافة إلى منصبه كمدير لمختبر علم وظائف الأعضاء بعيادة الطبيب الروسي الشهير سيرغي بوتكين [الروسية]
) من مواصلة أعماله البحثية. وفي سنة 1883 قدم بافلوف أطروحته للدكتوراه، وكانت عن أعصاب القلب.
كان أستاذاً ورئيس قسم الفيزيولوجيا بالأكاديمية الطبية العسكرية [الروسية]
 حتّى عام 1924 وعضواً في أكاديميّة العلوم ابتداء من سنة 1907، وهو مؤسّس الدّراسات التجريبيّة الموضوعيّة للنشاط العصبي الأعلى (أي السلوك) عند الحيوانات والإنسان، مستخدماً منهج المنعكسات الشرطيّة واللاّشرطيّة.
طوّر تعاليم سيتشينوف (مؤسّس علم النفس المادّي في روسيا)عن الطبيعة الانعكاسيّة للنشاط العقلي وقد تمكّن بافلوف بمنهج الانعكاسات الشرطيّة من اكتشاف القوانين والآليات الأساسيّة لنشاط الدّماغ.
وأدّت دراسة بافلوف لفيزيولوجيا عمليّة الهضم إلى فكرته القائلة بأنّ منهج الانعكاسات الشرطيّة يمكن أن يستخدم لبحث السلوك والنشاط العقلي للحيوانات. وقد أفادت ظاهرة «إفراز اللّعاب نفسيّاً»، والعديد من الأبحاث التجريبيّة كأساس للنتيجة التي توصّل إليها عن الوظيفة الإشاريّة للنشاط النفسي ولتوضيح تعاليمه عن النظامين الإشاريين. ويوفّر مذهب بافلوف ككلّ الأساس العلمي الطبيعي لعلم النفس المادّي.

## المساهمة العلمية
- أثبت الأساس الفسيولوجي للنفسية (في تجارب ردود الفعل المشروطة)؛
- طور عقيدة المزاجات (بناءً على خصائص الجهاز العصبي) ؛ وتقسيم الناس إلى أنواع فكرية وفنية يضيف إلى مذهب الأمزج.
- كان له تأثير كبير على النهج الموضوعي القابل للقياس الكمي للعمليات الفسيولوجية للجسم في السلوكية وعلم المنعكسات والعلاج المنعكس المشروط.
- قدم مفهوم نظام الإشارة الثاني (الكلام)، والذي من خلاله (بالكلمات) يمكن التأثير على نظام الإشارة الأول (الأحاسيس) للأغراض العلاجية والصحية.
- أثبت تأثير القشرة الدماغية على عمل الأعضاء الداخلية وأمراضها (النظرية القشرية)  ومقرات علم النفس الجسدي.
- عقيدة العصاب التجريبي (الاضطرابات) (نظرية  بافلوف وأتباعه): حول حدوثها (الإجهاد الزائد للجهاز العصبي) وانقراض (الراحة، والقضاء على المحفزات السلبية)؛ وكذلك بعض الأمراض العقلية (التثبيط الوقائي، والإثارة المرضية).
- مع م.ك بيتروفا، يقومون بتطوير خليط مهدئ يعتمد على البروم والكافيين مع جرعة إلزامية مع مراعاة خصائص الجهاز العصبي للمريض (طب بافلوف).
- واستناداً إلى طريقة التغذية التخيلية حصل على عصير المعدة الطبيعي الذي يستخدم كدواء لعملية الهضم؛
- تم إثبات فوائد علاج النوم علميًا بناءً على اكتشاف الدور الوقائي والعلاجي للتثبيط، كما تم وصف فسيولوجيا الإيحاء والتنويم المغناطيسي.
- تطوير وتحسين الأساليب الجراحية لدراسة وظائف الجسم لإجراء التجارب: "البطين البافلوفي المعزول"، “ايك بافلوفيان فيستولا”.
- بحث متميز حول عمل الغدد الهضمية الرئيسية ("إعادة بناء" فسيولوجيا الهضم الحقيقية)؛
- دراسات حول فسيولوجيا الدورة الدموية، والتي أصبحت كلاسيكية.
- قدم مفهوم "رد فعل الهدف" (تشجيع التجميع والهوايات) ؛ مفهوم "رد فعل الحرية" (يشير إلى الدور الحاسم لتوازن الحرية (الإثارة) والانضباط (التثبيط) في التعليم).
- ألقى محاضرات حول ذاتية علماء النفس؛ مع محاضرات عامة عن خصائص العقل  الروسي (العقلية)؛ مع محاضرات عن التربية الأخلاقية للشباب.[24]

## كلب بافلوف: وصف التجربة[18]
في محاولة لدراسة عمليات الهضم عند الحيوانات بأكبر قدر ممكن من التفاصيل، أعطى بافلوف أولاً إشارة ضوئية وطعامًا في نفس الوقت، وبعد ذلك اقتصر على إعطاء الإشارة فقط. وقد لوحظ أنه مع مرور الوقت يبدأ الكلب في إفراز اللعاب حتى لو لم يحصل على الطعام بعد الإشارة الضوئية. من خلال ثقب في معدة الحيوان (انبوب زجاجي)، يتم إخراج العصارة المعدية التي يفرزها المسار المنعكس المشروط، ويتم جمعها في حاوية، ويتم تقييم كميتها.
فكرة الانبوب الزجاجي لم تتحقق على الفور. وإذا وصلت العصارة المعدية للحيوان أثناء عملية الإفراز إلى أعضاء بطن الكلب، فقد مات الحيوان بسبب تركيزها العالي. أصبح الانبوب الزجاج ي هو الطريقة الأكثر لطفاً للخروج من هذا الوضع، مما جعل من الممكن تقييم عمل الجهاز الهضمي للحيوان وارتباطه المباشر بالتفاعلات العصبية النفسية تجاه الضوء والصوت ووجود الطعام أو عدم وجوده.
لذا فإن إفراز اللعاب والعصارة المعدية هو مظهر من مظاهر رد الفعل أو رد فعل لمحفز معين قادم من الخارج. في ظل ظروف معينة، فإن رد الفعل "يعمل" حتى في حالة عدم وجود طعام، حيث أن المكونات النفسية متضمنة فيه، إلى جانب الاستعداد المشروط للحيوان لتلقي الطعام.
وبعد ذلك بقليل، لاحظ العالم ردود فعل مماثلة لحيواناته الأليفة، ليس فقط تجاه الإشارات الضوئية المزعجة، ولكن أيضًا تجاه خطواتها. انتظرت الكلاب الطعام الذي يمكنها الحصول عليه من مالكها واستجابت لإشارات مختلفة. كان هذا أحد العوامل التي دفعت بافلوف إلى إجراء دراسة عميقة ليس فقط للنشاط الهضمي، ولكن أيضًا للنشاط العصبي. بعد ذلك، أنشأت العقول التقدمية في ذلك الوقت، على عكس مثالية المحللين النفسيين والرومانسيين الألمان، علاقة لا تنفصم بين العمليات العقلية والفسيولوجية في جسم أي كائن حي - بما في ذلك الشخص.
يمكنك محاولة شرح جوهر تجربة إيفان بتروفيتش بشكل أكثر بساطة، دون التعمق في التفكير العلمي العميق. تخيل أن بافلوف يقف أمام كلب ويبدأ في قرع الجرس. بعد هذه الإشارة، يقوم بإطعام الحيوان الأليف ويكرر هذه التجربة عدة مرات، مما يعزز المهارة. ولكن في أحد الأيام الجميلة، بعد رنين الجرس، لم يحصل الكلب على الطعام. ومع ذلك، فإنه يفرز أيضا اللعاب وعصير المعدة، والحيوان الاليف يعبر عن استعداده لتناول الطعام.

## تأثير كلب بافلوف
لذلك، كان رد الفعل (أو "تأثير كلب بافلوف") بمثابة حافز لظهور ما يسمى بنظرية التكييف في الفيزيولوجيا النفسية. بمعنى آخر، فإن الإشارة التي كانت محايدة سابقًا لدماغ كائن حي وغير مرتبطة بعملياته النفسية والفيزيولوجية، بعد سلسلة من التجارب، يمكن أن تصبح حافزًا يؤثر بشكل مباشر على ظهور رد فعل معين. من الناحية التجريبية، ينشأ نوع من "ربط" المحفز برد الفعل، ويتم دمج العملية برمتها في سلسلة منعكسة مشروطة معقدة، يظهرها الحيوان (أو الشخص) بانتظام.
لقد كان تحويل الحافز المحايد في البداية إلى إشارة مهمة مع ظهور استجابة مستقرة لهذا الحافز هو الذي بدأ الأساس لتطوير علم النفس كعلم جاد.

## البطين البافلوفي
ولم تخلق طريقة "التغذية التخيلية" حتى الآن إمكانية الفهم الشامل لإفراز العصارة المعدية في الظروف الطبيعية، عندما يكون الطعام في تجويف المعدة. وكان من الضروري البحث عن أساليب أخرى. في هذه المرحلة، في عام 1878، أدخل هايدنهاين طريقة "البطين الصغير" في ممارسة التجارب الفسيولوجية. ومع ذلك، عانت هذه الطريقة من عطل كبير للغاية، وكان جوهره هو إزالة التعصيب الكامل للبطين الذي تم إنشاؤه أثناء العملية. في عام 1890  قام بافلوف بتحسين هذه الطريقة بشكل أساسي عن طريق قطع سديلة في قاع المعدة بحيث بقي بين الشق وبقية العضو جسر من الطبقة العضلية المصلية، في سمك فروع العصب المبهم و تمر الأوعية الدموية.
العملية التي أجريت بهذه الطريقة حافظت على كل من تغذية وتعصيب البطين المنشأ، مما جعله مطابقًا تمامًا للمعدة الرئيسية الكبيرة، مع الحفاظ على جميع وظائفها الوظيفية وتكرارها دون استثناء (إفراز العصارة، الدورية الحركية، وغيرها من مظاهر النشاط)، وفي نفس الوقت لا يسمح بدخول الطعام إلى التجويف. تم نشر أول منشور حول هذه الطريقة في مارس 1894 في "وقائع جمعية الأطباء الروس في سانت بطرسبرغ. بعنوان “نحو تقنية جراحية لدراسة الظواهر الإفرازية للمعدة

## وفاة وجنازة إيفان بافلوف[17]
قضى الأكاديمي بافلوف ربيع عام 1935 بأكمله في السرير: قام الأطباء بتشخيص إصابته بالتهاب الشعب الهوائية الحاد وذات الجنب الجاف. فقط في منتصف يونيو، مع ارتفاع درجة حرارة الطقس وبعد العلاج الدقيق الذي أجراه أفضل الأطباء، تمكن إيفان بتروفيتش من الوقوف على قدميه وبدأ العمل. بالفعل في منتصف يونيو،  زار مدينته المفضلة كولتوشي، وفي يوليو شارك في مؤتمر لندن لأطباء الأعصاب
ومع ذلك، عندما توفي ابنه الحبيب فسيفولود بسبب السرطان في أكتوبر، تركته قوة العالم المسن مرة أخرى. وفي فبراير 1936، أصيب مرة أخرى بالتهاب الشعب الهوائية. في البداية، استمر المرض دون مضاعفات، ولكن في 26 فبراير كان هناك تدهور حاد في الصحة. في ليلة 27 فبراير، توفي إيفان بتروفيتش بافلوف. تم الوداع في القاعة الكبيرة بقصر توريد. رافق موكب الآلاف نجم العلم في رحلته الأخيرة إلى مقبرة فولكوفسكي. يقع قبره في  يقع قبره في الجسور الادبية ليس بعيدا عن مكان دفن عالم اخر مندليف

## من مؤلّفاته
- عشرون عاما من الدراسة الموضوعيّة للنشاط العصبي الأعلى عند الحيوان (1933).
- محاضرات في عمل نصفي الكرة المخية (1927).

## الجوائز[26]
- ميدالية كوتينيوس (1903)
- جائزة نوبل (1904)
- ميدالية بالي (1905)
- ميدالية كوبلي (1915)
- لمحاضرة الكرونية (1928)

## روابط خارجية
- إيفان بافلوف على موقع الموسوعة البريطانية (الإنجليزية)
- إيفان بافلوف على موقع إن إن دي بي (الإنجليزية)